# Consentement mutuel
Pour plus de détails, voir Fiche technique et Distribution.
Consentement mutuel est un film français de Bernard Stora sorti en 1994.
Le film évoque la séparation de Jeanne et Romain dix ans après leur mariage. La garde de leur fillette, Mado, est confiée à Jeanne. Au début, tout se passe bien. Mais peu à peu, Romain, qui vit ce divorce comme un échec, entreprend de déstabiliser son ex-épouse. L’existence de Jeanne vire rapidement au cauchemar.

## Synopsis
Jeanne et Romain sont mariés depuis dix ans. Ils ne s’entendent plus. Une nuit, ils s’affrontent avec une rare violence. Le lendemain, leur décision est prise : divorcer. Leur mariage a été un échec, ils veulent réussir leur séparation. Pas de chicane, pas de contestations inutiles. Ils divorceront comme des gens intelligents, comme des adultes : par consentement mutuel. 
Pas question non plus de se disputer la garde de Mado, leur fille, âgée de huit ans. À l'usage des gens raisonnables, la loi prévoit maintenant l’autorité parentale conjointe. Mado résidera chez sa mère, mais Romain la verra aussi souvent qu’il le désire et les décisions importantes seront prises d’un commun accord.
Au début, tout marche à merveille. Jeanne, qui travaille dans l’immobilier, a préféré quitter la banlieue résidentielle où elle a vécu avec Romain. Elle et Mado habitent un petit appartement dans le centre de Paris. Positive, fonceuse, elle prend les choses comme elles viennent et ne s’embarrasse pas de principes rigides. Sa générosité compense bien des choses. Bien sûr, dans le quotidien, il y a parfois quelques dérapages. Des couchers trop tardifs, des réveils qui ne sonnent pas le matin, des repas grappillés devant la télévision… Jeanne n’a pas la prétention d’être une mère parfaite. D’une certaine façon, elle est beaucoup mieux que ça.
En fin de semaine, Mado va chez Romain. Là, c'est la reprise en main. Les repas substantiels, les loisirs contrôlés, la télé éteinte à neuf heures et les dents lavées avant de se coucher. Mado passe sans états d’âme d’un univers à l’autre. Elle semble apprécier tout autant l’optimisme insouciant de sa mère que la rigueur sécurisante imposée par son père. L’un comme l’autre lui sont nécessaires. Romain joue le jeu loyalement. Ses relations avec Jeanne n'ont jamais été aussi bonnes depuis des années. Il leur arrive de converser amicalement, au gré des accompagnements-raccompagnements de la fillette. Jeanne dit partout qu’il est ex-tra-or-di-naire. Elle n’aurait jamais cru que ça se passerait aussi bien…
Un soir, en rentrant chez elle, Jeanne trouve dans sa boîte un avis de lettre recommandée. Le lendemain matin, avant d'aller travailler, elle passe à la poste. La lettre est de Romain. Elle est tapée à la machine. Romain y consigne, dans un style administratif, un certain nombre de remarques concernant Mado. Son bulletin scolaire est moins bon que celui du mois précédent…  Son expression orale s'est relâchée…  Un bouton manque à son manteau depuis déjà deux semaines…  La lettre se termine ainsi : « J'espère que mes remarques seront entendues et je souhaite en constater les effets le plus rapidement possible… »
Abasourdie, Jeanne se précipite chez Romain pour lui demander des comptes. Pourquoi une lettre recommandée, pourquoi ce ton, pourquoi avoir rompu brusquement leur pacte, pourquoi ne pas avoir franchement exposé ses griefs de vive voix ? Romain minimise la portée de la lettre. Pure formalité. Maladresse, peut-être, il n’en disconvient pas. Il se montre cordial, presque affectueux. Jeanne, toujours positive, se laisse convaincre. Pour elle, l’incident est clos. Elle se trompe. La guerre est déclarée.
Romain va la mener sans faiblir, avec science et détermination. En fin stratège.
Il va y consacrer l’essentiel de son temps. Première étape : harceler l’adversaire. Il met en place un système de surveillance destiné à vérifier les activités, la tenue, la ponctualité de Mado. Sa méthode consiste à ne laisser aucun répit à Jeanne, à lui donner l’impression qu’elle n’est jamais à l’abri d’un contrôle. Très vite, le système se perfectionne. Romain pratique de véritables filatures. On ne le voit pas, mais il laisse volontairement des traces de son passage. Ne serait-ce que son lourd 4x4, reconnaissable entre tous, garé en évidence. Le soir, Mado dit à Jeanne : « J’ai vu la voiture de Papa, mais j’ai pas vu Papa. » Jeanne réagit plutôt bien à ce premier assaut. Elle s’efforce de ne rien changer à ses habitudes, refuse de modifier son comportement avec Mado sous prétexte de donner des gages de bonne volonté à Romain. Elle en remettrait même dans le style éducation libre, non par provocation, mais pour marquer clairement son territoire. Romain note tout, établit des fiches, nourrit des dossiers. Les preuves s’accumulent.
Il peut passer à la seconde phase de son plan : isoler l’adversaire, faire le vide autour de lui. Sa première cible, la plus simple à atteindre, le lieu où son intervention peut sembler la plus légitime, est l’école. Romain a le goût et le sens de la manipulation. L’institutrice de Mado est tout de suite conquise. Elle apprécie le calme de Romain, la façon dont il parle de son ex-femme avec objectivité, sans passion. Le vocabulaire psy dont il émaille son discours lui rappelle les conférences pédagogiques qu’elle fréquente avec assiduité.
Il la persuade sans peine que Mado, du fait de Jeanne, est en danger.
Elle s’enrôle sous sa bannière. Jeanne, de mère un peu fantasque, devient une personne instable, peu fiable, à surveiller.
Romain ouvre alors un autre front.
Il téléphone aux parents de Jeanne avec qui il est resté en contact et propose de leur rendre visite avec Mado. Les parents acceptent de grand cœur. Ils ont toujours eu, vis-à-vis de Romain, une attitude un peu servile, empressée, presque craintive. Romain leur tient un discours de responsabilité, s’emploie à préserver Jeanne, dont il dit respecter les choix, mais expose franchement la situation. Mado ne va pas bien. Elle mène avec sa mère une vie agitée, confuse, sans repères. Son équilibre est menacé, son développement intellectuel ralenti, sa santé compromise.
On ne peut pas laisser faire sans réagir.
Les deux vieux opinent, bouleversés. Jeanne n’était pas faite pour avoir des enfants. Elle n’a aucun sens des réalités. Ils trahissent leur fille sans même s’en rendre compte, de bon cœur, sans remords.
Jeanne sent monter autour d’elle une hostilité diffuse quelle ne sait comment endiguer. Elle perçoit, sans en connaître tous les rouages, la tactique de harcèlement de Romain. Les escarmouches se multiplient. Jeanne tente une conciliation. Elle invite Romain à dîner, lui demande ce qu’il veut au juste.
« Je veux que tu reconnaisses tes erreurs, répond Romain.
— Quelles erreurs ?
— Toutes. Je t‘obligerai à reconnaître tes erreurs. »
Elle prend peur. Jusqu’à présent, elle pensait que Romain finirait par lâcher prise et reviendrait de lui-même à une attitude plus mesurée. Mais c’est l’inverse qui se produit. Romain ira jusqu’au bout. Mado n’est qu’un prétexte. C’est elle qui est visée. Il veut la faire plier, prouver qu’elle est incapable de vivre seule, de travailler, d’assumer ses responsabilités. Qu’elle lui doit tout. Qu’elle ne peut exister sans lui.
Un week-end, Jeanne part chez des amis avec Mado. La maison est agréable, elle se détend, les deux jours passent comme un rêve. Jeanne n’a pas envie de rentrer à Paris le dimanche soir. Tant pis. Mado manquera l’école une demi-journée. À son âge, c’est pas bien grave. Quant à elle, il suffira qu’elle appelle son boulot. Elle trouvera bien une excuse. Romain, comme il le fait parfois, téléphone vers neuf heures chez Jeanne pour dire bonsoir à Mado. Très surpris de ne trouver personne, il rappelle plus tard, et encore plusieurs fois dans la nuit. Le lendemain matin, il est à la porte de l'école et constate l'absence de Mado. Il téléphone à l'agence immobilière, apprend que Jeanne a fait prévenir qu'elle ne viendrait pas travailler ce jour-là. Romain se précipite chez les flics et leur fait part de son inquiétude. Il est sans nouvelles de sa femme qui est partie en emmenant sa fille. Elle est très perturbée, capable de gestes extrêmes. Il faut agir d'urgence. En peu de temps, la machine s’emballe. À tel point que Jeanne, rentrant tranquillement sur Paris vers midi, est arrêtée par les gendarmes au péage autoroutier de Fleury-en-Bière, près de Fontainebleau. Affolée, Jeanne prend un avocat et engage une action en justice Le piège vient de se refermer.
Romain l’a conduite exactement sur le terrain où il souhaitait livrer bataille. En lui laissant la responsabilité de l’attaque. Ses dossiers sont prêts, son discours éprouvé, ses arguments aiguisés. Tout ce que Jeanne a dit, tout ce qu’elle a fait depuis des mois, minutieusement décortiqué, témoigne contre elle. La pondération de Romain, son objectivité apparente font merveille. Jeanne perd pied. Elle se sent devenir peu à peu l’inadaptée, la peu fiable, la non-solvable, l’immature qu’on décrit. L’idée d’un complot dont elle serait la cible la tourmente insidieusement. Elle réagit maladroitement, s’agite, finit par agacer. Elle perd encore quelques appuis. À bout de nerfs, elle se souvient d’un ami établi psychiatre à Lyon. Elle décide de le consulter. Aussitôt dans son bureau, elle se sent mal, demande à s’étendre et s’endort profondément. Au retour, elle sait qu’elle n’a plus le choix. Elle prépare une petite valise pour Mado et conduit l’enfant chez son père. Romain a gagné.
Jeanne se réfugie chez ses parents. Ils ont été faibles et crédules, ils l’ont abandonné au moment où elle aurait eu besoin d’eux. Mais elle sait que le chemin part de là. Le chemin d’avant sa rencontre avec Romain. Tous ces liens dénoués, toutes ces émotions enfuies, toutes ces sensations oubliées. Tout ce qu’elle était, elle, avant de se perdre. Tout ce qu’elle doit retrouver si elle veut vivre. C’est comme un retour à l’enfance. Au temps d’avant l’existence du temps. Quelques semaines plus tard, quelques mois peut-être, Romain vient la voir avec Mado. Il a une grande nouvelle à lui annoncer. Il aime une femme. Elle est enceinte de lui. Il a décidé de l’épouser. Il lui propose un armistice.
En ce qui le concerne, si elle le veut, à la minute même tout est oublié. Quant à Mado, sa place, il l’a compris, est avec sa mère. D’ailleurs, c’est ce qu’elle souhaite. Elle ne lui a rien dit, mais il le devine. Avant même de lui laisser le temps de répondre, il est reparti pour Paris, laissant Mado derrière lui. « Quelle vie, le pauvre, dit la mère de Jeanne. Toujours à courir ! » C’est ainsi que la guerre se termine.
Quelle guerre, d’ailleurs ?
A-t-elle seulement eu lieu ?
Voire…

## Le sujet
Comme dans tous les pays dits développés, on divorce beaucoup en France. De plus en plus chaque année. Divorce-t-on mieux pour autant ? Le divorce est-il devenu “propre”, inoffensif, bénin ? Aussi nécessaire et consentie qu’elle puisse paraître, la séparation est un échec. Échec des sentiments. Échec des ambitions, des rêves et des projets partagés. L’échec appelle la revanche.
Quand un enfant vient s’interposer, la tentation est grande de poursuivre la guerre à travers lui. Champ de bataille imposé, la justice offre aux combattants des ressources inépuisables. La mère y bénéficie d’une indulgence de principe. Encore faut-il qu’elle se conforme strictement à son rôle. Toute déviance est mal perçue. Tout écart est sanctionné. Jeanne, avec sa générosité un peu brouillonne, son langage sans précaution, se fait vite repérer : Non conforme. Elle passe du statut enviable de mère, à celui, infamant, de “mauvaise mère”. Le piège se met en place…

## Fiche technique
- Titre : Consentement mutuel
- Réalisation :Bernard Stora
- Productrice : Adeline Lecallier
- Scénario : Bernard Stora et Philippe Delannoy
- d'après une idée originale de Marie Dedale
- Image : Romain Winding
- Son : Georges Prat
- Montage : Jacques Comets
- Musique : Jeff Cohen
  - Improvisations au saxophone : Steve Lacy
  - Chanson Bore ad ana interprétée par Jacinta
  - Générique de fin : Le Tic-Toc-Choc ou les Maillotins de François Couperin, interprété au clavecin par Petja Kaufman
- Décors : Arnaud de Moleron
- Costumes : Jacqueline Bouchard
- Directeur de production : Gilles Sacuto
- Régie : Sophie Quiedeville
- Producteurs associés : Alain Rocca et Christophe Rossignon
- Production :Lazennec - en coproduction avec France 3 cinéma, avec la participation de Canal+
- Durée : 115 minutes
- Pays :  France
- Langue : Français
- Dates de tournage : du 11 avril au 4 juin 1994
- Lieux de tournage : Paris, région parisienne, Nîmes
- Distributeur : MK2
- Date de sortie : France - 14 décembre 1994

## Distribution
- Richard Berry : Romain
- Anne Brochet : Jeanne
- Adrienne Winling : Mado
- Emmanuelle Devos : Judith
- Charles Berling : Laurent
- Christiane Cohendy : Mère de Jeanne
- Jean-Claude Bouillon : Père de Jeanne
- Marine Delterme : Ingrid
- Christine Citti : sœur de Jeanne
- Annick Blancheteau : 1er juge
- Stefan Elbaum : avocat
- Christian Bujeau : le directeur de l’Agence
- Caroline Chaniolleau (de) : professeur de danse
- Aude Briant : Catherine, l’institutrice
- Nadia Barentin : la directrice de l’école
- Daniel Berlioux : André, le pharmacien
- Catherine Ferran : avocate de Jeanne
- Jean Grecault : l’huissier
- Aladin Reibel : l’homme de la banque
- Jean-Marc Roulot : l’avocat au dîner
- Isabelle Petit-Jacques : femme de l’avocat au dîner
- Karen Strassman : Sonia, l’américaine
- Daniel Martin : 2e juge
- Béatrice Michel : Concierge
- Yasmine Modestine : Standardiste Agence
- Eric Domcarli : Client Agence
- Jean Dell : Gendarme
- Mathieu Robinot : Cyprien
- Xavier Granja : Vincent
- Paul Winling : Mathias